# Passe (Optik)
Als Passe (auch Passformfehler) wird die Formabweichung einer optischen Fläche z. B. an Linsen oder Prismen oder Spiegel bezeichnet. Sie wird ursprünglich mit einem sogenannten Probeglas ermittelt, welches auf die optische Fläche aufgelegt wird und nahezu die gleiche Krümmung (Radius) wie der Prüfling aufweist. 

## Anwendung
Je nach Beleuchtung (Bandbreite der Strahlung) erscheinen bei geringer Passe-Abweichung, also geringem Abstand der beiden Flächen im Bereich weniger Mikrometer, mit dem Auge beobachtbare farbige oder einfarbige (monochromatische) Interferenzfiguren. Bei präzisionsoptischen Bauteilen wie  Planflächen und Sphären sind das je nach Lage der beiden Flächen (Referenz und Prüfling) zueinander in der Regel Streifen oder Ringe, so genannte Newtonsche Ringe.  
Entlang der Linien mit gleicher Farbe oder Intensität sind die Abstände zwischen den beiden optischen Flächen gleich groß. Sie werden als Interferenzlinien gleicher Dicke bezeichnet.
Diese Interferenzen gleicher Dicke zeichnen also Höhenprofillinien einer Höhenkarte des Prüflings gegenüber dem Referenzglas (Probeglas) auf.
Der Dicken- bzw. Höhenunterschied von einem Interferenzring zum nächsten (gleiche Farbe bzw. gleiche Intensität) beträgt aus der 2-Strahl-Interferenzbedingung eine halbe Wellenlänge.
Die Interferenzringe (grün bzw. hell oder dunkel) werden gezählt und ergeben umgerechnet mit der entsprechenden Bezugswellenlänge (nach  DIN 3140 und DIN ISO 10110-6 ist das die Wellenlänge von 546 nm) die Formabweichung in Interferenzringe oder die sog. Passeabweichung. Nach der alten, überholten DIN 3140 wurde nach Grobpassfehler,  regelmäßige Passfehler (konzentrische kreisrunde Ringe als reine Radienabweichung), unregelmäßige Passfehler (Ovalpasse, Sattelpasse) und Feinpassfehler unterschieden.

## Alternative Messmethoden
Die neuen Gerätetechnologien wie Tastschnittgeräte und Interferometer haben die Vielzahl an notwendigen Probegläsern (für jeden Radius aus der Normreihe DIN 58166 ein Probeglaspaar mit konvexem und konkavem Glas) weitestgehend obsolet gemacht.
Heutzutage werden die Formabweichungen  z. B. taktil als Linienschnitt mit Koordinatenmessgeräten oder flächig mit einem Interferometer bestimmt. Angegeben wird in der Regel die maximale Abweichung von der gewünschten Form senkrecht zur Oberfläche in Längeneinheiten (mm, µm, nm) oder in Einheiten der bei der Messung verwendeten Lichtwellenlänge (Streifen).